# Maria Przyborowska
Maria Przyborowska (ur. 12 października 1892 w Warszawie, zm. 17 marca 1978 tamże) – polska doktor filologii klasycznej, druga generalna sekretarz Polskiego Towarzystwa Antropozoficznego, organizatorka życia antropozoficznego w II Rzeczpospolitej.

## Życiorys
Urodziła się 12 października 1892 roku w Warszawie, w rodzinie lekarza Adama Kazimierza Sulimy-Przyborowskiego i Emilii de domo Rozenblum. Władała kilkoma językami. Rozpoczęte w 1917 roku studia na Uniwersytecie Warszawskim przerwała na kilka lat, poświęcając się pracy dla Polskiego Towarzystwa Czerwonego Krzyża, w latach 1920–1922 prowadząc jego Biuro Informacyjno-Wywiadowcze. W czerwcu 1928 roku uzyskała stopień doktora filozofii w zakresie literaturoznawstwa w ramach filologii klasycznej. Po studiach nie kontynuowała działalności akademickiej, poświęcając się innym działaniom, w tym pracy w redakcji czasopisma „Płomyk”.
Jej pierwszym kontaktem z antropozofią była lektura pracy Jak osiągnąć poznanie wyższych światów autorstwa Rudolfa Steinera, następnie, na początku lat 20., wzięła udział w kursie pedagogicznym Steinera prowadzonym w Stuttgarcie. Blisko współpracowała z Luną Drexler, została współzałożycielką Warszawskiego Koła Polskiego Towarzystwa Antropozoficznego (PTA). Była aktywną organizatorką życia antropozoficznego w II Rzeczpospolitej, zorganizowała m.in. Zjazd PTA w Warszawie (1929). Po śmierci Drexler, która była pierwszą generalną sekretarz PTA, w 1934 roku została wybrana drugą generalną sekretarz towarzystwa. Koordynowała działania oddziałów PTA, prowadziła szeroką korespondencję z Zarządem Powszechnego Towarzystwa Antropozoficznego w Dornach.
W okresie okupacji niemieckiej, gdy zakazano działalności PTA, kontynuowała organizację działań grup antropozoficznych w podziemiu, udostępniając także swoje mieszkanie w tym celu. Podziemną działalność kontynuowała także po wojnie, koordynując m.in. projekty tłumaczeń upowszechnianie idei antropozofii.
Zmarła 17 marca 1978 roku w Warszawie.